# Norman Burton
Norman Burton (Nova Iorque, Estados Unidos, 5 de dezembro de 1923 – Ajijic, Jalisco, México, 29 de novembro de 2003) foi ator americano. Ficou famoso ao interpretar Felix Leiter em 007 os Diamantes São Eternos, último filme que Sean Connery interpretou James Bond, na franquia oficial em 1971 e na segunda e terceira temporadas do seriado Mulher-Maravilha sendo o chefe do casal de protagonistas Diana Prince alter ego da Mulher-Maravilha, vivido por Lynda Carter e Steve Trevor marido da Mulher-Maravilha vivido por Lyle Waggoner, além de participar de um episódio de A Super Máquina em Uma Cidade Pequena Porém Indecente.